# Saison 1 des Routes du paradis
Chronologie
Saison 2 des Routes du paradis
Cet article présente la liste des épisodes de la première saison de la série télévisée Les Routes du paradis.

## Distribution

### Acteurs principaux
- Michael Landon : Jonathan Smith
- Victor French : Mark Gordon

### Acteurs récurrents
- James Troesh : Scotty Wilson (épisodes 6 et 19)

### Acteurs invités
- Helen Hayes : Estelle Wicks (épisodes 1 et 2)
- Barret Oliver : Arthur Nealy (épisode 3)
- John Agar : Morton Clay (épisode 4)
- Michele Greene : Sara Higgins (épisode 5)
- Ken Olandt : Deke Larson Jr. (épisodes 6 et 7)
- Jonathan Frakes : Arthur Krock Jr. (épisode 8)
- Daniel Davis : Lance Gaylord (épisode 9)
- Stella Stevens : Stella (épisode 10)
- James Whitmore Jr. : Richard Gaines (épisode 11)
- Julie Carmen : Elena Simms (épisode 12)
- Geoffrey Lewis : Edward Barton (épisode 13)
- David Faustino : Robbie Down (épisode 14)
- Wil Wheaton : Max (épisode 15)
- John McLiam : Carl Simms (épisode 16)
- Beah Richards : Madame Baldwin (épisode 17)
- William Windom : Révérend David Stearns (épisode 18)
- Ned Beatty : Melvin Rich (épisode 20)
- Trish Van Devere : Elaine Parks (épisode 21)
- Andrew Duggan : Crawford (épisode 22)
- Matthew Laborteaux : Matt Haynes (épisode 23)
- Lew Ayres : Harry Haynes (épisode 23)
- Helen Hunt : Lizzy McGill (épisodes 24 et 25)
- Noble Willingham : McGill (épisodes 24 et 25)
- Richard Bull : le docteur (épisodes 24 et 25)

## Épisodes

### Épisodes 1 et 2:Une bonne action
- États-Unis : 19 septembre 1984 sur NBC
- France : (première partie) 8 mars 1987 sur M6 - (deuxième partie) 15 mars 1987 sur M6

- Mary McCusker (Leslie Gordon)
- Helen Hayes (Estelle Wicks)
- John Bleifer (Sydney Gould)
- Elizabeth Kerr (Madame Mattie)
- Joe Dorsey (Sinclair)
- John O'Leary (Monsieur Haskins)
- Eddie Quillan (Clyde)
- Georgia Schmidt (Loretta)
- Charles Lampkin (Doc)

### Épisode 3:Le Ciel
- États-Unis : 26 septembre 1984 sur NBC

- Barret Oliver (Arthur Nealy)
- Tony La Torre (Tony)
- Carrie Snodgress (Evelyn Nealy)
- Penny Santon (Grand-mère Rizzo)
- Don Starr (Docteur Bender)
- Margaret Wheeler (La dame dans la limousine)

### Épisode 4:Le Grand Retour
- États-Unis : 3 octobre 1984 sur NBC
- France : 5 avril 1987 sur M6

- John Agar (Morton Clay)
- Stoney Jackson (Mau Mau)
- Dehl Berti (Sidney Eagle)
- Chip McAllister (Joey)
- Darin Taylor (Thumper)
- Hank Rolike (Boomer Brooks)
- Ruben Moreno (Roland Rinaldo)
- Carl Pitti (Lash Latham)
- Arnold Johnson (Deadwood)

### Épisode 5:Le Chant de l'Ouest
- États-Unis : 17 octobre 1984 sur NBC
- France : 29 avril 1987 sur M6

- Jerry Hardin (Tim Higgins)
- Michele Greene (Sara Higgins)
- Clifton James (Nick Claybourne)
- Joan Kjar (Trudy Swenson)
- Ronee Blakley (Patsy Mainard)
- Chip Johnson (Harry Harris)

### Épisodes 6:Une grande soif, première partie
- États-Unis : 24 octobre 1984 sur NBC
- France : 12 avril 1987 sur M6

- Ken Olandt (Deke Larson Jr.)
- Jim Haynie (Deke Larson Sr.)
- Shelby Leverington (Susan Larson)
- Bobbi Block (Eleanor)
- Virginia Capers (Madame Hendrickson)
- Bart Conner (Richie Halberstrom)
- James Troesh (Scotty Wilson)
- Conrad Bachmann (Robert Halberstrom)
- Russell Anderson (Mac)

### Épisodes 7:Une grande soif, deuxième partie
- États-Unis : 31 octobre 1984 sur NBC
- France : 19 avril 1987 sur M6

- Ken Olandt (Deke Larson Jr.)
- Jim Haynie (Deke Larson Sr.)
- Shelby Leverington (Susan Larson)
- Bobbi Block (Eleanor)
- Virginia Capers (Madame Hendrickson)
- Bart Conner (Richie Halberstrom)
- James Troesh (Scotty Wilson)
- Conrad Bachmann (Robert Halberstrom)
- Russell Anderson (Mac)

### Épisode 8:Quelle folie
- États-Unis : 7 novembre 1984 sur NBC
- France : 13 mai 1987 sur M6

- Jonathan Frakes (Arthur Krock Jr.)
- Jean Allison (Gwen Halstead)
- Ron Moody (Arthur Krock Sr.)
- William Phipps (Carl)
- Ellen Maxted (Linda Krock)
- Scott Stevenson (Docteur Bob Halstead)

### Épisode 9:L'Étoile filante
- États-Unis : 14 novembre 1984 sur NBC
- France : 6 mai 1987 sur M6

- Daniel Davis (Lance Gaylord)
- Robert Jayne (Brock Gaylord)
- Emily Moultrie (Karen Gaylord)
- Susan Silo (Madame Barney)
- Stephanie Hagen (Madame Cohen)
- Andre Gower (Tom Barney)
- Jeremy Lawrence (Hoosh)
- Phil Proctor (Phil)
- Christian Jacobs (Danny)

### Épisode 10:Au secours
- États-Unis : 21 novembre 1984 sur NBC

- Al Ruscio (L'ange saint Pierre)
- Dennis Fimple (Joey Small)
- Stella Stevens (Stella)
- Randy Vasquez (Chewey)
- Jon Lormer (Martin Lamm)
- Owen Bush (Sam)

### Épisode 11:L'Enfant
- États-Unis : 28 novembre 1984 sur NBC

- James Whitmore Jr (Richard Gaines)
- Jenny Sullivan (Susan Gaines)
- Denice Kumagai (Nguyen)
- Billy Jayne (Brad Gaines)
- K.C. Martel (Larry Everett)
- Alba Francesca (Jeanette Everett)

### Épisode 12:L'Hôtel des rêves
- États-Unis : 12 décembre 1984 sur NBC
- France : 27 mai 1987 sur M6

- Julie Carmen (Elena Simms)
- Judith-Marie Bergan (Allison Rutledge)
- Dean Dittman (Sealy)
- Marie Denn (Helen)
- Jacques Aubuchon (Clinton Rudd)
- Brian Kerwin (Barry Rudd)

### Épisode 13:On connaît la chanson
- États-Unis : 19 décembre 1984 sur NBC
- France : 3 juin 1987 sur M6

- Geoffrey Lewis (Edward "Eddy" Barton)
- Jeff Doucette (Dave Ratchett)
- Bill Quinn (Millard Watkins)
- Ivor Barry (Joseph)
- Charles Tyner (Caleb Fish)
- Paul Barselou (Jeff)

### Épisode 14:Le dernier espoir
- États-Unis : 9 janvier 1985 sur NBC
- France : 10 juin 1987 sur M6

- David Faustino (Robbie Down)
- Michael Bowen (Jack Harm)
- Lee Bryant (Sarah Down)

### Épisode 15:L'Ange gardien
- États-Unis : 16 janvier 1985 sur NBC
- France : 17 juin 1987 sur M6

- Robin Dearden (Libby Hall)
- Peggy McCay (Louise)
- Wil Wheaton (Max)

### Épisode 16:Qu'on est bien chez soi
- États-Unis : 23 janvier 1985 sur NBC
- France : 24 juin 1987 sur M6

- John McLiam (Carl Fred Simms)
- Sean De Veritch (L'enfant)
- C. Lindsay Workman (Docteur Kelson)
- Earl Montgomery (Monsieur Stone)
- Eve McVeagh (Flora Kelson)
- Raymond Guth (Le fermier)

### Épisode 17:Le B.A.-BA
- États-Unis : 30 janvier 1985 sur NBC
- France : 1er juillet 1987 sur M6

- Glenn-Michael Jones (Brian Baldwin)
- Deborah Lacey (Julie Reynolds)
- Beah Richards (Madame Baldwin)
- Clinton Derricks Carroll (Sticks Henderson)
- Bernard Behrens (Docteur Sheaffer)
- Michael Cavanaugh (L'entraîneur)
- Don Dubbins (Don Weston)
- DeVoreaux White (Terry)
- Kashka (Tyrone)

### Épisode 18:Béni de Dieu
- États-Unis : 6 février 1985 sur NBC

- William Windom (Révérend David Stearns)
- Natalie Gregory (Amy)
- Coleen Maloney (Marsha Stearns)
- Patricia Smith (Sarah Stearns)
- Nora Boland (Betty Hardy)
- Jerome Thor (Docteur Gottlieb)

### Épisode 19:Le Hasard
- États-Unis : 20 février 1985 sur NBC

- James Troesh (Scotty Wilson)
- Margie Impert (Diane)
- Chris Hendrie (Brad Kearns)

### Épisode 20:Drôle de rencontre
- Ned Beatty (Willy / Melvin Rich)
- Eve Roberts (Carlotta Rich)
- Richard Stahl (Monsieur Fisk)
- Joan Shawlee (La femme du parc)
- John Ingle (Jonathan Martin)
- Martin Rudy (Frank Sturges)

### Épisode 21:Le Grand Bonheur
- États-Unis : 6 mars 1985 sur NBC

- Gerald S. O'Loughlin (Henry Parks)
- Carrie Wells (Laurie Parks)
- Trish Van Devere (Elaine Parks)

### Épisode 22:Les Bons Sentiments
- États-Unis : 13 mars 1985 sur NBC

- Andrew Duggan (Crawford)
- Dane Clark (Paul Tarsten)
- Eileen Heckart (Helen Spencer)
- John Fujioka (Monsieur Yoka)
- Elsa Raven (Madame Zabenko)
- Kate McGeehan (Katie Lowe)

### Épisode 23:Le Bon Droit
- États-Unis : 27 mars 1985 sur NBC

- Matthew Laborteaux (Matt Haynes)
- Michael Durrell (Jim Haynes)
- Marcia Rodd (Ann Haynes)
- Lew Ayres (Harry Haynes)
- Patrick Cranshaw (Clark)
- Helen Shaw (Ethel)

### Épisode 24:La Grande Classe, première partie
- États-Unis : 1er mai 1985 sur NBC

- Helen Hunt (Lizzy MacGill)
- Noble Willingham (MacGill)
- Richard Bull (Le Docteur)
- Stephen Elliott (Monsieur Armstrong)
- John Hammond (Garth Armstrong)
- Elizabeth Storm (Lane Kensington)

### Épisode 25:La Grande Classe, deuxième partie
- États-Unis : 8 mai 1985 sur NBC

- Helen Hunt (Lizzy MacGill)
- Noble Willingham (MacGill)
- Richard Bull (le docteur)
- Stephen Elliott (Monsieur Armstrong)
- John Hammond (Garth Armstrong)
- Elizabeth Storm (Lane Kensington)